# Mehmet Döğüşken
Mehmet Döğüşken (1956) è un ex cestista turco.

## Carriera
Con la Turchia ha disputato i Campionati europei del 1981.

## Palmarès
- Campionato turco: 6

Eczacıbaşı: 1975-76, 1976-77, 1977-78
Efes Pilsen: 1978-79, 1982-83, 1983-84